# 8 (альбом)
«8» — четвертий студійний альбом гурту «Mad Heads XL»., та восьмий, якщо враховувати перші альбоми під маркою Mad Heads.

## Історія
Реліз альбому мав статися ще у 2013 році, але через початок революції гідності та війну на сході України, реліз альбому був відкладений. Учасники гурту брали активну участь у подіях в країні, у тому числі їздили в АТО та виступали на самому майдані.. Громадянська позиція музикантів також простежується у пісні «молода кров», яка повністю присв'ячена подіям на майдані.

## Назва
Назва альбому не тільки відображає порядковий номер long play реліза, але і посилається на магію числа 8 та символ нескінченності. Саме тому на обкладинці альбому можна побачити магічну кулю-провісника. Вокаліст та лідер гурту Вадим Красноокий каже про альбом наступне:
|  | Це не просто цифра 8, це магічна вісімка – чарівна куля, яка дає мудрі підказки на майбутнє. Музика – це, взагалі-то, суцільна магія, бо не завжди зрозуміло, як вона створюється, але ж працює вона майже безвідмовно. Вісімка – це також символ нескінченності, тому у нас тут багато всілякої містики пов’язано |

## Пісні
| #   | Назва                              | Тривалість |
| --- | ---------------------------------- | ---------- |
| 1.  | «Пісня сирени»                     | 04:37      |
| 2.  | «Молода кров»                      | 03:42      |
| 3.  | «Любов»                            | 02:52      |
| 4.  | «Час»                              | 03:28      |
| 5.  | «Без тебе ні»                      | 03:07      |
| 6.  | «Весна»                            | 03:03      |
| 7.  | «П'ятниця»                         | 03:26      |
| 8.  | «Куда ведут мечты»                 | 03:03      |
| 9.  | «Накрило!»                         | 03:52      |
| 10. | «Йохохо»                           | 03:47      |
| 11. | «Ананасовий експрес»               | 04:37      |
| 12. | «Дорога»                           | 04:58      |
| 13. | «Tonight I'm Alone»                | 03:19      |
| 14. | «Я на горі (feat. Василь Попадюк)» | 03:30      |
| 15. | «Новий рік»                        | 03:04      |
| 16. | «Велика гра»                       | 03:40      |
| 17. | «Україна це ми»                    | 03:15      |